# CS Sportul Snagov
CS Sportul Snagov ist ein rumänischer Fußballverein aus Snagov, Kreis Ilfov. Er spielt seit 2013 in der zweiten rumänischen Liga, der Liga II.

## Geschichte
Sportul Snagov wurde im Jahr 2007 in Măciuca, Kreis Vâlcea, unter dem Namen Petrodam Măciuca gegründet. Im Jahr 2008 wurde der Vereinsname in AS Damila Măciuca – benannt nach dem Unternehmen Damila – geändert. Der Verein spielte zunächst unterklassig, ehe er im Jahr 2011 in die Liga III aufstieg. Dort gelang in der Staffel 4 der Durchmarsch in die Liga II. Die Spielzeit 2012/13 beendete der Klub auf dem dritten Platz in der Staffel 2 und verpasste den abermaligen Aufstieg nur aufgrund eines Punktes gegenüber ACS Poli Timișoara. Im Jahr 2013 siedelte der Klub nach Reșița über und änderte seinen Namen in Metalul Reșița. Unter diesem Namen hatte der örtliche Klub CSM Școlar Reșița im Jahr 1954 den rumänischen Pokal gewonnen. In der Saison 2013/14 lag der Klub nach Abschluss der ersten Saisonphase noch auf dem zweiten Platz seiner Staffel, schloss die Aufstiegsrunde auf dem vierten Platz ab und verpasste dadurch erneut den Aufstieg in die Liga 1. 2016 zog der Verein von Reșița nach Snagov um und änderte seinen Namen 2017 zu CS Sportul Snagov.

## Erfolge
- Aufstieg in die Liga II: 2012

## Ehemalige Trainer
- Erik Lincar (Januar 2012 bis Dezember 2012)
- Claudiu Niculescu (Januar 2013 bis August 2013)
- Alexandru Pelici (August 2013 bis September 2013)
- Marian Pană (September 2013 bis Mai 2014)
- Daniel Oprița (seit Mai 2014)